# Torre delle Ore, Lucca

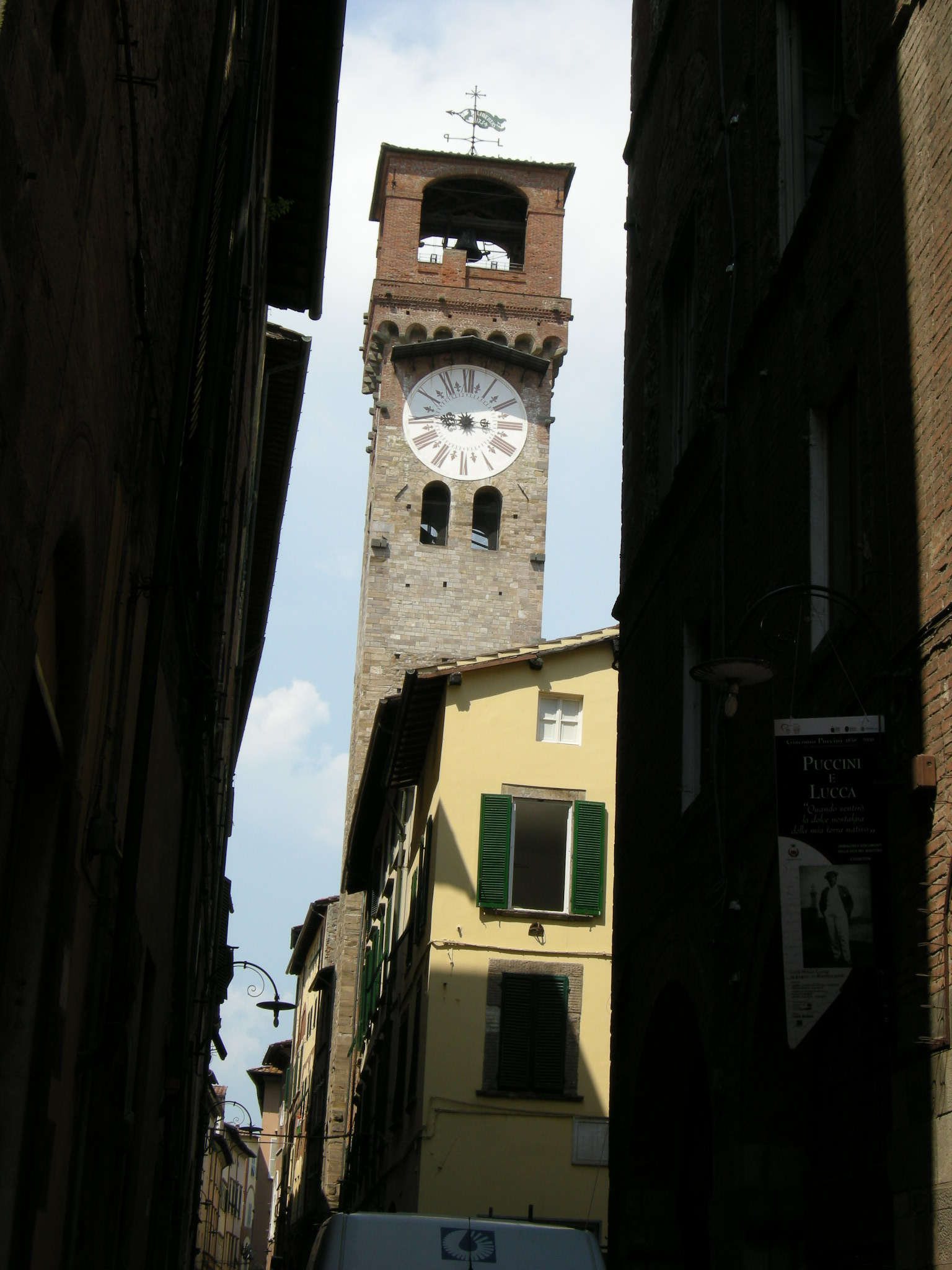
Torre do Relógio, Lucca

A Torre delle Ore ou Torre dell'Orologio é uma torre do relógio localizada na Via Fillungo no centro de Lucca, região da Toscana, Itália.

## História
Na cidade medieval de Lucca, como muitas cidades medievais na Itália, era repleta de torres particulares, construídas para proteção, hoje melhor exemplificadas pelas torres remanescentes de San Gimignano.  Esta torre, a mais alta de Lucca, foi adquirida pelo governo no século XIV e em 1390, decidiu-se colocar um relógio na torre.  Em Lucca, a vizinha Torre Guinigi, com a paisagem cenográfica da árvore no topo, é mais visitada.  Agora o edifício é propriedade da comuna de Lucca.  O mecanismo atual do relógio data do século XVIII.  Não está claro qual era a face do relógio e o mecanismo em 1390.  Torres de relógio anteriores tinham marcações horárias.
Há uma lenda associada a uma jovem que vendeu sua alma ao diabo, mas foi capturada pelo diabo tentando parar o tempo do relógio. Atualmente a torre está aberta a visitação, sendo possível subir a torre e visualizar o mecanismo do relógio.